# シャーロック・ホームズ (2009年の映画)
『シャーロック・ホームズ』（Sherlock Holmes）は2009年のイギリス・アメリカ合衆国合作のアクション・ミステリ映画。アーサー・コナン・ドイルが創造した同名のキャラクターを基にしている。

## 概要
ガイ・リッチーが監督、ジョエル・シルバーとライオネル・ウィグラム、スーザン・ダウニー、ダン・リンが制作を務めた。脚本はマイケル・ロバート・ジョンソンで、アンソニー・ペックマンとサイモン・キンバーグがライオネル・ウィグラムとマイケル・ロバート・ジョンソンの原案を脚色した。ロバート・ダウニー・Jrとジュード・ロウがそれぞれシャーロック・ホームズとジョン・ワトスン博士を演じた。映画ではホームズと助手のワトスン、かつての敵アイリーン・アドラーがオカルト的な儀式と共に行われる連続殺人事件を調査する。マーク・ストロングが悪役ブラックウッド卿を演じた。
この映画は、アメリカでは2009年12月25日、イギリスとアイルランド、多くの環太平洋地域では2009年12月26日、日本では2010年3月12日に公開された。概ね高評価でアカデミー賞・作曲賞、美術賞にノミネートされるが受賞したのはそれぞれ『カールじいさんの空飛ぶ家』と『アバター』であった。
続編『シャーロック・ホームズ シャドウ ゲーム』が2011年にアメリカで（日本では2012年）公開された。

## あらすじ
1890年、ロンドンの探偵シャーロック・ホームズ（ロバート・ダウニー・Jr）と相棒で同居人のジョン・ワトソン医師（ジュード・ロウ）は、5人の女性を儀式で殺害したブラックウッド卿（マーク・ストロング）の新たな被害者を助けに向かう。2人はレストレード警部が到着する前に殺人を阻止し、ブラックウッドは警察に捕まる。
3ヵ月後、いつもどおりホームズの奇妙な行動はワトソンを不快にする。ワトソンはメアリー・モースタン（ケリー・ライリー）との結婚が決まりベーカー街221Bでの共同生活を終えることになっていた。そのころホームズは刑務所で死刑宣告されたブラックウッドに面会する。ブラックウッドはさらに3人の止められない死が起こり、世界が変化するだろうと言う。その後彼は絞首刑になりワトソンが死亡を確認した。3日後、プロの泥棒でありかつての敵であるアイリーン・アドラー（レイチェル・マクアダムス）がホームズのもとを訪れる。彼女はルーク・リオドンという名の男の捜索を依頼した。アドラーが部屋を後にするとホームズは彼女を尾行し、顔の隠れた謎の雇い主に会うところを目撃する。行方不明のリオドンはブラックウッドの計画のカギだった。ホームズは謎の男が教授でありアドラーを恐れさせる唯一の人物であると気付く。
ブラックウッドの墓は内部から壊され棺からはリオドンの死体が現れる。そして生きて歩いているブラックウッドを目撃した墓掘り人夫はショックで恐れおののいていた。死体から手掛かりを探しリオドンの家を発見したホームズとワトソンは、科学と魔術の融合を目的とした実験が行われた痕跡を発見する。ここでブラックウッドの部下と戦った後、ホームズは第4修道会の寺院に連れて行かれる。リーダーたち ― 首席判事サー・トマス・ロザラム（ジェームズ・フォックス）、合衆国大使スタンディッシュ（ウィリアム・ホープ）、内務大臣カワード卿（ハンス・マシソン） ― に会い、ブラックウッドを止めるよう依頼される。ホームズは物理的な証拠から推理してブラックウッドはサー・トマスの息子であると言い当てる。やがてサー・トマスとスタンディッシュはブラックウッドの魔術によって殺され彼が修道会を支配した。ブラックウッドの目的はイギリス政府転覆とアメリカ、世界の征服だった。ブラックウッドはホームズへのおとりとしてアドラーを使う。彼女は倉庫で、鎖に吊るされさるぐつわを噛まされコンターマシンに斬られそうになっていた。ホームズはぎりぎりのところで彼女を助けるが、ブラックウッドによってあたりに仕掛けられた大量の爆弾でワトソンが負傷する。ブラックウッドのためにひそかに働くカワード卿によりホームズの逮捕状が出される。

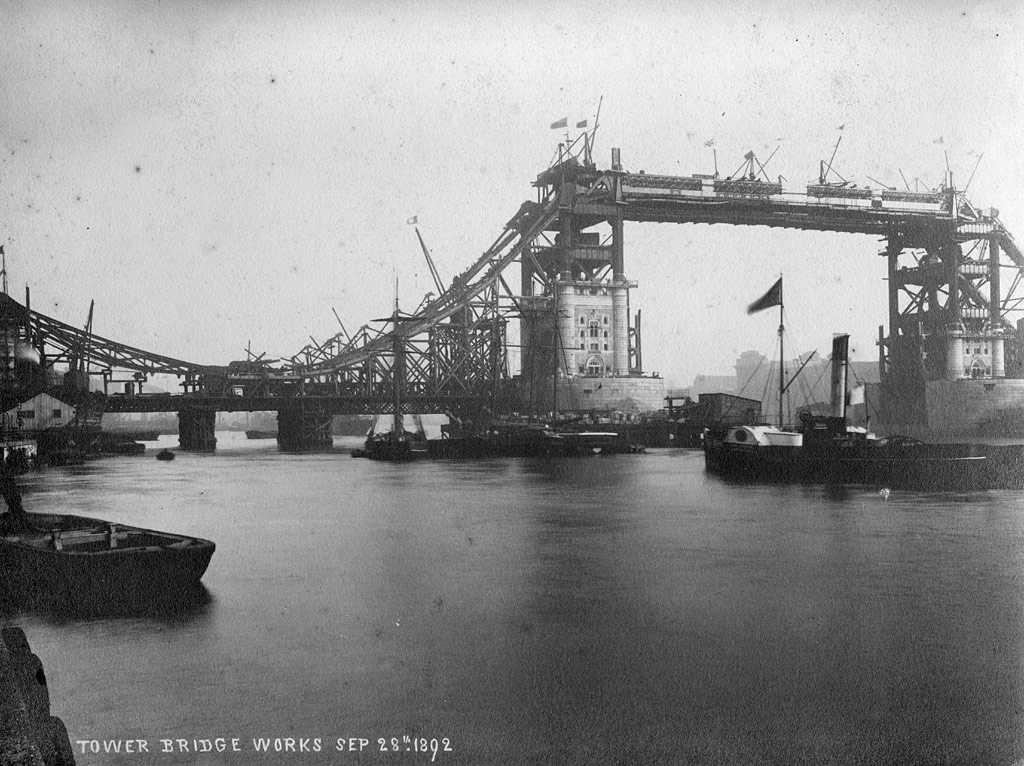
映画のフィナーレの舞台は未完成のタワーブリッジである

ホームズは潜伏しながらブラックウッドの儀式について考えを巡らせた。彼は次の標的は議会であると結論を下す。ホームズはカワードをそそのかして議会のメンバーを全員殺害する計画を聞き出す。彼とアドラー、ワトソンはウェストミンスター宮殿で、リオドンの実験に基づいて作られた、議会室にシアン化水素ガスを流す装置を発見する。議会室に現れたブラックウッドは事前に支持者に解毒剤を飲ませており、「自分の味方にならない者は全員死ぬだろう」と宣言した。ホームズとワトソンはブラックウッドの部下と戦い、アドラーは装置からシアン化物用コンテナを盗み出して逃げる。そのころブラックウッドとカワードは計画が失敗したことに気づいた。ホームズは未完成のタワーブリッジまで逃げたアドラーを追うがそこにブラックウッドもあらわれる。ホームズはロープを利用してブラックウッドをテムズ川の上にぶら下げ、その間に、彼の魔術に見せかけた演出を解明していく。ブラックウッドは落下していき鎖に絡まって首から吊るされる。
アドラーは自分の雇い主がモリアーティ教授であると説明する。モリアーティはホームズと同じく理性的であり、はるかに邪悪であるという。ワトソンが221Bを去る日、ホームズは、ブラックウッドの爆弾の罠の近くで巡査の死体が発見されたと知らされる。モリアーティはアドラーを利用して、ブラックウッドから新たな技術ラジオに転用できる電波装置を盗み出していた。ホームズは新たなる事件と敵に立ち向かう準備をする。

## キャスト

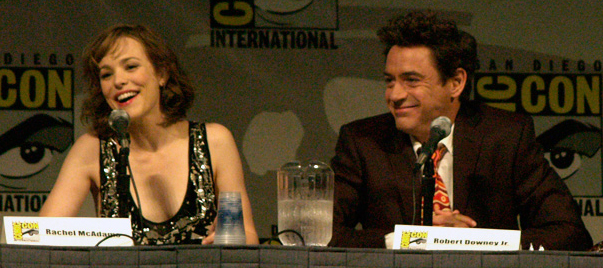
2009年のサンディエゴ・コミコンで映画を宣伝するマクアダムスとダウニー・Jr

シャーロック・ホームズ
演 - ロバート・ダウニー・Jr
ボヘミアンな科学者でありエキセントリックな私立探偵。ブラックウッド卿を追う依頼を受け、同時に宿敵モリアーティ教授を追う。ダウニーはこの企画を知ったとき、妻でこの映画の制作のスーザン・ダウニーと共にジョエル・シルバーのオフィスを訪問した。リッチーは当初ダウニーは年を取り過ぎていると感じた。彼は『バットマン ビギンズ』のような若き日の主人公の成長を描きたかったという。だがリッチーはダウニーをキャスティングすることに決めた。ダウニーはBBCに “私とガイは一緒に仕事するのに向いていると思う” と言っている。
ジョン・ワトソン医師
演 - ジュード・ロウ
ホームズの助手で友人、外科医でもあり第二次アフガン戦争で戦った。ロウのワトスンはナイジェル・ブルースなどの俳優よりは原作に近い。ロウはかつてグラナダテレビの『シャーロック・ホームズの冒険』のエピソード “ショスコム荘”　に出演している。ホームズ・ファンであるロウは原作とはかけ離れたダウニーのキャスティングに興味を持った。映画ではホームズとワトスンの友情を示さなければいけないが、ロウはダウニーと気があったため選ばれたという。ダウニーはワトスンの軍人としての素質、医師、女たらし、ギャンブラーといった部分を強調して描くことを主張した。リッチーはもともとこの役にラッセル・クロウを望んでいた。
ブラックウッド卿
演 - マーク・ストロング
本作の主な敵役。原作には登場しない連続殺人鬼の貴族で、オカルトに手を染めており人の心を動かす。彼は大英帝国の支配を計画していた。彼は超自然的な力を持つように見せかけ近くにはカラスがいることが多い。ストロングは3度リッチーと共に仕事をしている。
アイリーン・アドラー
演 - レイチェル・マクアダムス
ニュージャージー州から来た魔性の女でホームズを2度出し抜き、ドイルの原作『ボヘミアの醜聞』にも登場している。映画では、アイリーンはゴドフリー・ノートンとすでに結婚しておらず事件にホームズの助けを必要としていた。ホームズの相手として年齢が若すぎたにもかかわらずダウニーはリッチーがマクアダムスを起用すると確信していた。
メアリー・モースタン
演 - ケリー・ライリー
ワトスンの婚約者でホームズに会いたがっている。
レストレード警部
演 - エディ・マーサン
スコットランドヤードの調査官で殺人事件があるとホームズに調査を依頼する。従来とは違い、失敗ばかりしている警部としては描かれずむしろ有能な警官である。
カワード卿
演 - ハンス・マシソン
内務大臣でブラックウッドの右腕。ブラックウッドの殺人を手伝い彼の魔術の真実を知っている数少ない人物の1人。
ハドスン夫人
演 - ジェラルディン・ジェームズ
シャーロック・ホームズの借家人。ジェームズがホームズ映画に出演するのは2度目である。彼女は2002年の『シャーロック・ホームズ バスカヴィル家の獣犬』でモーティマー博士の妻を演じている。
サー・トマス・ロザラム
演 - ジェームズ・フォックス
ブラックウッド卿の父親で第4修道会の長。
ドレジャー
演 - ロバート・マイエ
ブラックウッドのために働く、フランス語を話す男
アメリカ合衆国大使ジョン・スタンディッシュ
演 - ウィリアム・ホープ
クラーキー巡査
演 - ウィリアム・ヒューストン
タナー船長
演 - クライヴ・ラッセル
監督ガイ・リッチーは当初、モリアーティ教授の声を務めたのが誰なのか明言を避けていたが、ロバート・ダウニー・Jrのイギリス英語などの発音指導として本作に関わっていた発音コーチのアンドリュー・ジャックがモリアーティ教授の声も担当していたことを後に自身のウェブサイトで明かした。なお、後年のホーム・メディア版やテレビ放送版ではアンドリュー・ジャックの音声は、続編『シャーロック・ホームズ シャドウ ゲーム』でモリアーティ教授を演じたジャレッド・ハリスに置き換えられている。

## 日本語吹き替え
| 役名                       | 俳優                       | 日本語吹き替え | 日本語吹き替え |
| 役名                       | 俳優                       | 劇場公開版     | テレビ朝日版   |
| -------------------------- | -------------------------- | -------------- | -------------- |
| シャーロック・ホームズ     | ロバート・ダウニー・Jr     | 藤原啓治       | 大塚芳忠       |
| ジョン・ワトソン           | ジュード・ロウ             | 森川智之       | 堀内賢雄       |
| アイリーン・アドラー       | レイチェル・マクアダムス   | 佐古真弓       | 沢城みゆき     |
| ヘンリー・ブラックウッド卿 | マーク・ストロング         | 加藤亮夫       | 大塚明夫       |
| レストレード警部           | エディ・マーサン           | 後藤哲夫       | 樋浦勉         |
| メアリー・モースタン       | ケリー・ライリー           | 園崎未恵       | 田中敦子       |
| ハドスン夫人               | ジェラルディン・ジェームズ | 野村須磨子     | 竹口安芸子     |
| クラーキー巡査             | ウィリアム・ヒューストン   | 村治学         | 隈本吉成       |
| トマス・ロザラム卿         | ジェームズ・フォックス     | 小林修         | 大塚周夫       |
| カワード卿                 | ハンス・マシソン           | 咲野俊介       | 小山力也       |
| スタンディッシュ大使       | ウィリアム・ホープ         | 谷昌樹         | 宝亀克寿       |
| ドレジャー                 | ロバート・マイエ           | 斉藤次郎       | 大友龍三郎     |
| タナー船長                 | クライヴ・ラッセル         | 佐々木敏       | 大塚周夫       |
| モリアーティ教授           | （不明）                   | 土師孝也       | 石塚運昇       |

- 劇場公開版 - DVD・BD収録
その他吹き替え - 楠見尚己、大滝寛、瑚海みどり、逢笠恵祐、林和良、新田英人、黒澤剛史、高橋英則、須藤絵里花
翻訳 - アンゼたかし、演出 - 簑浦良平、翻訳 - 菊地一之、制作 - プロセンスタジオ
- テレビ朝日版 - 初回放送2012年3月18日『日曜洋画劇場』
その他吹き替え - 糸博、櫛田泰道、木村雅史、坂詰貴之、白熊寛嗣、伊藤和晃、間宮康弘、佐藤美一、加藤悦子、佐藤せつじ、田中英樹、石田嘉代
翻訳 - アンゼたかし、演出 - 鍛治谷功、制作 - ブロードメディア・スタジオ

## 制作

### 企画
制作のライオネル・ウィグラムは、およそ10年間、新たなシャーロック・ホームズを描くことを考えていた。 "私は頭の中でそれをイメージしていた。（この脚本は）今まで見たどんなものとも違う" と述べ、さらに彼はアンリ・ド・トゥールーズ＝ロートレックのような "さらに現代的でさらに自由奔放な性格で、芸術家や詩人のような" 想像をしていた。2006年にワーナー・ブラザースの職員のポストを去ったウィグラムはより多くの集客のため、物語のスケールを大きくした。そこにホームズの原作の話を付け加えていった。ブラックウッド卿のキャラクターはアレイスター・クロウリー
を参考に作られた。物語の制作にあたって、『バスカヴィル家の犬』の、一見超自然な出来事が実は人間の手によるものという手法を参考にしている。ウィグラムとジョン・ワトキスは脚本をまとめるために25ページのコミックを執筆している。モリアーティ教授は続編への登場が決まっていた。
2007年3月、『バットマン ビギンズ』に似ている部分があると判断したワーナー・ブラザースは制作を決定する。ニール・マーシャルが監督とされていたが、2008年6月、ガイ・リッチーに正式決定する。リッチーがボーディングスクールの学生だったころ、スピーカーから流れるホームズの物語に、他の生徒と共に聞き入っていたという。 "私が7歳のころ、ホームズは毎晩眠る前に訊いていた" と言っている。それまでの映画のホームズのイメージはリッチーのものとは違い、 "本物" のドイルの映画化をしたかったという。これについて "原作にも激しいアクションを行う場面はある。そして映画にはそれが反映されていない事もしばしばだ"と述べている。

### 音楽
映画のサウンドトラックは全曲ハンス・ジマーによって作成された。サウンドトラックは2010年1月12日に発売された。
| #         | タイトル                                                  | 作詞  | 作曲・編曲 | 時間  |
| --------- | --------------------------------------------------------- | ----- | ---------- | ----- |
| 1.        | 「シャーロック・ホームズのテーマ」(Discombobulate)        |       |            | 2:25  |
| 2.        | 「これは毒入りかね?」(Is it Poison, Nanny?)               |       |            | 2:53  |
| 3.        | 「手錠をかけられて」(I Never Woke Up in Handcuffs Before) |       |            | 1:44  |
| 4.        | 「探偵には事件は必要だ」(My Mind Rebels at Stagnation)    |       |            | 4:31  |
| 5.        | 「データが全て」(Data, Data, Data)                        |       |            | 2:15  |
| 6.        | 「冴えわたる名推理」(He's Killed the Dog Again)           |       |            | 3:15  |
| 7.        | 「黒魔術の儀式」(Marital Sabotage)                        |       |            | 3:44  |
| 8.        | 「固い絆」(Not in Blood, But in Bond)                     |       |            | 2:13  |
| 9.        | 「かぐわしき腐敗臭」(Ah, Putrefaction)                    |       |            | 1:50  |
| 10.       | 「未曾有の大混乱」(Panic, Shear Bloody Panic)             |       |            | 2:38  |
| 11.       | 「精神的回復に6ヶ月」(Psychological Recovery...6 Month)   |       |            | 18:18 |
| 12.       | 「カタトニック」(Catatonic)                               |       |            | 6:46  |
| 合計時間: | 合計時間:                                                 | 52:32 |            |       |

本作の作曲家は当初ハンス・ジマーではなかったのだが、ジマーの前任者が『ダークナイト』に雰囲気の似た曲を書きがちだったため、リッチー監督は『ダークナイト』らしさの無い楽曲を『ダークナイト』の作曲家自身に書いてもらいたいと考え、起用に至った。

## 公開
この映画のワールド・プレミアは2009年12月14日にロンドンで行われ、その後2009年12月25日に世界で（イギリスとアイルランドではボクシング・デーの12月26日）公開された。日本では2010年3月12日となっている。また、ベルギーの一部の地域では事前に、チャリティーとして2009年12月10日に上映された。

## ホーム・メディア
『シャーロック・ホームズ』のDVD & Blu-ray / DVD / デジタルコピー はアメリカでは2010年3月30日、日本では2010年7月21日に発売された。この映画はDVDで44,908,336ドルの売り上げを記録する。

### 日本で発売されたアイテム
- 【初回限定生産】シャーロック・ホームズ ブルーレイ&DVDセット（2枚組、2010年7月21日発売）
- シャーロック・ホームズ Blu-ray（1枚組、2011年7月20日発売）
- シャーロック・ホームズ DVD（1枚組、2010年11月23日発売）
- シャーロック・ホームズ 4K ULTRA HD&ブルーレイセット（2枚組、2021年6月2日発売）

## 受賞
2010年1月17日、ハリウッド外国人映画記者協会は第67回ゴールデングローブ賞で、シャーロック・ホームズ役のロバート・ダウニー・Jr がゴールデングローブ賞 主演男優賞 ミュージカル・コメディ部門を受賞したと発表した。ブロード・フィルム・クリティックス・アソシエーションはハンス・ジマーを作曲賞にノミネートしたが受賞したのは『カールじいさんの空飛ぶ家』のマイケル・ジアッキーノだった。この映画は第82回アカデミー賞において作曲賞と美術賞にノミネートされる。また、エンパイア賞のスリラー賞を受賞する。また、ヴィッツ賞の "音楽賞" と "効果賞" にノミネートされる。

## 続編
続編の『シャーロック・ホームズ シャドウ ゲーム』ではダウニーとロウが再登板しアメリカでは2011年12月16日、日本では2012年3月10日に公開された。